# Oier Zarraga
Oier Zarraga, né le 4 janvier 1999 à Getxo en Espagne, est un footballeur espagnol qui évolue au poste de milieu central à l'Udinese Calcio.

## Biographie

### Formation et débuts
Né à Getxo en Espagne, Oier Zarraga est formé à l'Athletic Bilbao, qu'il rejoint en 2009 en provenance du Romo FC. Après s'être imposé avec l'équipe réserve et ayant notamment débuté tous les matchs lors de la saison 2019-2020, Zarraga est appelé en équipe première lors de l'été 2020 pour les matchs de préparation d'avant-saison. Il se fait notamment remarquer lors d'un match amical contre l'UD Logroñés où il se montre plutôt à son avantage.
Zarraga joue son premier match en équipe première le 18 octobre 2020, à l'occasion d'une rencontre de Liga face au Levante UD. Il entre en jeu à la place d'Unai López lors de cette rencontre remportée par son équipe sur le score de deux buts à zéro,.
Le 1er février 2021, il prolonge son contrat jusqu'en juin 2023 avec l'Athletic,.

### Udinese Calcio
Ne trouvant pas d'accord avec l'Athletic Bilbao pour une prolongation de contrat, Oier Zarraga quitte le club librement à l'été 2023 et rejoint l'Italie pour s'engager en faveur de l'Udinese Calcio. Le transfert est annoncé le 29 juin 2023 et il signe un contrat courant jusqu'en juin 2027,.
Zarraga inscrit son premier but pour l'Udinese le 23 décembre 2023, lors d'une rencontre de championnat contre le Torino FC. Il entre en jeu et les deux équipes se neutralisent (1-1 score final).

## Statistiques
| Saison                | Club                  | Championnat           | Championnat | Championnat | Coupe(s) nationale(s) | Coupe(s) nationale(s) | Supercoupe | Supercoupe | Barrages | Barrages | Total | Total |
| Saison                | Club                  | Division              | M.          | B.          | M.                    | B.                    | M.         | B.         | M.       | B.       | M.    | B.    |
| 2018-2019             | Athletic Bilbao B     | 2ªB                   | 1           | 0           | -                     | -                     | -          | -          | -        | -        | 1     | 0     |
| 2019-2020             | Athletic Bilbao B     | 2ªB                   | 28          | 5           | -                     | -                     | -          | -          | 1        | 0        | 29    | 5     |
| 2020-2021             | Athletic Bilbao B     | 2ªB                   | 9           | 2           | -                     | -                     | -          | -          | -        | -        | 9     | 2     |
| Sous-total            | Sous-total            | Sous-total            | 38          | 7           | -                     | -                     | -          | -          | 1        | 0        | 39    | 7     |
| 2021-2022             | Athletic Bilbao       | LaLiga                | 5           | 0           | -                     | -                     | -          | -          | -        | -        | 5     | 0     |
| 2021-2022             | Athletic Bilbao       | LaLiga                | 31          | 1           | 4                     | 0                     | 2          | 0          | -        | -        | 37    | 1     |
| 2022-2023             | Athletic Bilbao       | LaLiga                | 26          | 0           | 4                     | 1                     | -          | -          | -        | -        | 30    | 1     |
| Sous-total            | Sous-total            | Sous-total            | 62          | 1           | 8                     | 1                     | 2          | 0          | 0        | 0        | 72    | 2     |
| 2023-2024             | Udinese Calcio        | Serie A               | 7           | 1           | 2                     | 0                     | -          | -          | -        | -        | 9     | 1     |
| Total sur la carrière | Total sur la carrière | Total sur la carrière | 69          | 2           | 10                    | 1                     | 2          | 0          | 0        | 0        | 81    | 3     |